# Kræfternes parallelogram
Kræfternes pallelogram er en metode der kan bruges til beregning eller visualisering af hvordan flere forskellige kræfter påvirker et legeme. Metoden fungerer i princippet på samme måde som vektoraddition.
| Fysik | Spire Denne artikel om fysik er en spire som bør udbygges. Du er velkommen til at hjælpe Wikipedia ved at udvide den. |